# Bodtjärnen (Skorpeds socken, Ångermanland, 702942-159982)
Bodtjärnen är en sjö i Örnsköldsviks kommun i Ångermanland och ingår i Nätraåns huvudavrinningsområde. Sjöns area är 0,037 kvadratkilometer och den är belägen 350 meter över havet.